# 6669 Obi
6669 Obi è un asteroide della fascia principale. Scoperto nel 1994, presenta un'orbita caratterizzata da un semiasse maggiore pari a 2,2016397 UA e da un'eccentricità di 0,2137410, inclinata di 6,21997° rispetto all'eclittica.